# غاري مونتغومري
غاري مونتغومري (بالإنجليزية: Gary Montgomery)‏ (10 أغسطس 1982 في المملكة المتحدة - ) هو لاعب كركيت ولاعب كرة قدم بريطاني في مركز حراسة المرمى. لعب مع غريمسبي تاون وكوفنتري سيتي ونادي روذرهام يونايتد ونادي كرو ألكساندرا ونادي كيدرمينستر هاريرز لكرة القدم ونادي بوسطن يونايتد.

## وصلات خارجية
- غاري مونتغومري على موقع قاعدة بيانات كرة القدم.إي يو (الإنجليزية)
- غاري مونتغومري على موقع Soccerbase.com (لاعب) (الإنجليزية)